# Fardagafoss
De Fardagafoss is een waterval in het oosten van IJsland. De waterval ligt in het riviertje Miðhúsaá, dat vanuit de ontoegankelijke hoogvlakte Fjardarheiði naar het Lagarfljót loopt. De waterval ligt wat verscholen en is via een paadje bereikbaar. Stroomafwaarts liggen nog twee watervallen.